# Ibuprofeno
Ibuprofeno, nome que deriva das iniciais do ácido isobutilpropanoicofenólico  (isobutilfenilpropanóico), é um fármaco do grupo dos anti-inflamatórios não esteróides (AINE) utilizado para o tratamento da dor, febre e inflamação. Pode ser utilizado para o alívio sintomático de enxaquecas, moléstias da menstruação, dor dentária, dores do parto, dor muscular, febre e dor pós-cirúrgica; e para quadros inflamatórios como os que se apresentam em artrites, artrite reumatóide e artrite gotosa. Cerca de 60% das pessoas melhoram com a administração de qualquer AINE, e se a primeira medicação não funcionar, recomenda-se que seja tentado outro AINE. O fármaco pode também ser utilizado para fechar um ducto arterioso persistente num bebê prematuro. Pode ser tomado por via oral ou por via intravenosa. Normalmente começa a actuar dentro de uma hora.
Os efeitos colaterais comuns incluem azia e erupção cutânea. Comparativamente com outros AINEs, o ibuprofeno pode apresentar menos efeitos secundários, como hemorragia gastrointestinal. O fármaco aumenta o risco de insuficiência cardíaca, insuficiência renal e insuficiência hepática. Em doses baixas, parece não aumentar o risco de enfarte do miocárdio; no entanto, o mesmo pode não ocorrer com doses elevadas. O ibuprofeno pode também agravar a asma. Apesar de não existirem evidências de que seja prejudicial no início da gravidez, a medicação parece apresentar efeitos nocivos nos estágios mais avançados da gestação e, portanto, é desaconselhada. Tal como outros AINEs, actua inibindo o aparecimento da prostaglandina, ao diminuir a actividade da enzima ciclo-oxigenase. O ibuprofeno é um anti-inflamatório mais fraco do que outros AINEs.
O ibuprofeno foi descoberto em 1961 por Stewart Adams e comercializado como Brufen. Encontra-se disponível sob diversas denominações comerciais, incluindo Advil, Motrin e Nurofen. Foi comercializado pela primeira vez em 1969 no Reino Unido e nos Estados Unidos em 1974. Consta na Lista de Medicamentos Essenciais da Organização Mundial de Saúde, os medicamentos mais importantes necessários num sistema básico de saúde. Encontra-se disponível como medicamento genérico. O custo grossista no mundo em desenvolvimento varia entre 0,01 e 0,04 dólares por dose. Nos Estados Unidos custa cerca de 0,05 dólares por dose.

## Administração
Para adultos, tomar um comprimido de 200 ou 400 mg a cada 4 a 6 h ou um de 600 mg a cada 6 a 8 h até o máximo de 2400 mg/dia. Crianças maiores de 6 meses devem tomar 5 mg/kg em caso de dor moderada e febre menor que 39,5oC ou 10mg/kg em caso de febre de 40oC. Mais que isso pode causar problemas renais e alto risco de gastrite e úlceras gástricas. Não é recomendada nos dois primeiros trimestres de gravidez (categoria B) e é contraindicado no último trimestre (categoria D) pois aumenta o risco de hipertensão e diminui as contrações uterinas. Também não é recomendado durante a lactação.

## Indicações
As indicações clínicas aceitas para o ibuprofeno incluem:
- Artrite reumatoide
- Osteoartrite
- Artrite reumatoide juvenil
- Dismenorreia primária
- Febre
- Alívio de dor aguda ou crônica associada a reação inflamatória
- Dores musculares
- Dor de cabeça (cefaleia)
- Dor dentária
- Dor de garganta

## Efeitos secundários
Geralmente é bem tolerado. Ocasionalmente, pode ocorrer dor de cabeça, dor de estômago, constipação ou diarreia, gases, tontura, irritabilidade, tinido ou vômitos. Pode produzir gastrite, úlcera do estômago e úlcera no duodeno, e diminuir a função renal e hepática, mas com menor frequência que os derivados salicílicos (como o ácido acetilsalicílico).
Um estudo publicado em janeiro de 2018 observou que a toma regular deste analgésico durante longos períodos de tempo (>2 semanas) diminui a produção de testosterona pelos testículos, levando o corpo a produzir mais hormona luteinizante para manter os níveis de testosterona normais, um estado denominado "hipogonadismo compensatório". Os investigadores suspeitam que o consumo regular durante períodos de tempo muito longos, como é o caso de atletas profissionais ou pessoas com doenças crónicas, possa levar à infertilidade masculina e a outras complicações como depressão, disfunção eréctil e doenças cardiovasculares, revela o estudo publicado na revista científica Proceedings of the National Academy of Sciences. Já se sabia que este efeito podia acontecer em bebés, quando as mães tomavam ibuprofeno; agora, sabe-se que também afecta os homens, sobretudo se o medicamento for tomado com frequência.

## Mecanismo de ação
O ibuprofeno atua inibindo não seletivamente as ciclooxigenases 1 e 2 evitando assim a consequente formação de mediadores pró-inflamatórios pela cascata do ácido araquidónico. Ao inibir a produção de prostaglandinas, deixa a mucosa gástrica menos protegida contra acidez.

## Interações medicamentosas
Aumenta as concentrações plasmáticas de lítio, digoxina e metotrexato. Ainda o medicamento pode interferir no efeito dos diuréticos e de anti-hipertensores.
O uso com glicocorticoides, outros anti-inflamatórios não-esteroides (AINEs) ou com álcool aumenta o risco de úlcera gástrica. Com AINEs ou heparina aumenta sua atividade antitrombótica. Em exames, pode causar diminuição dos níveis de hemoglobina, hematócrito e glicemia.

## Síntese

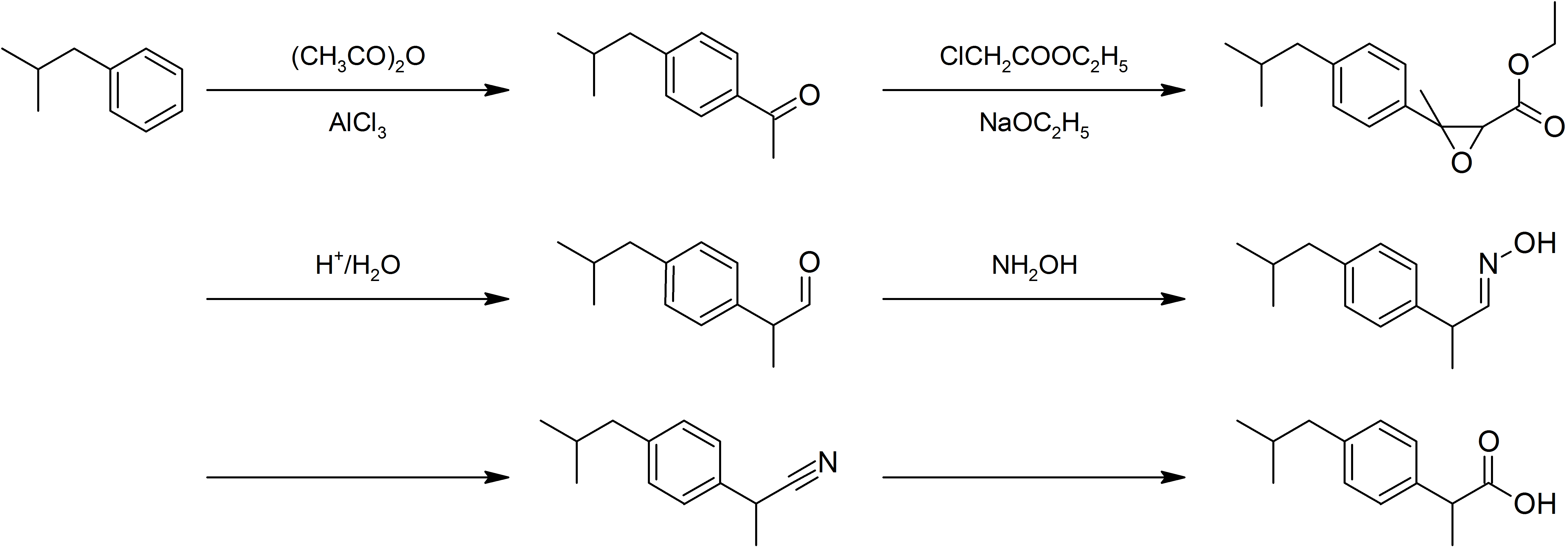
Síntese em 6 passos.

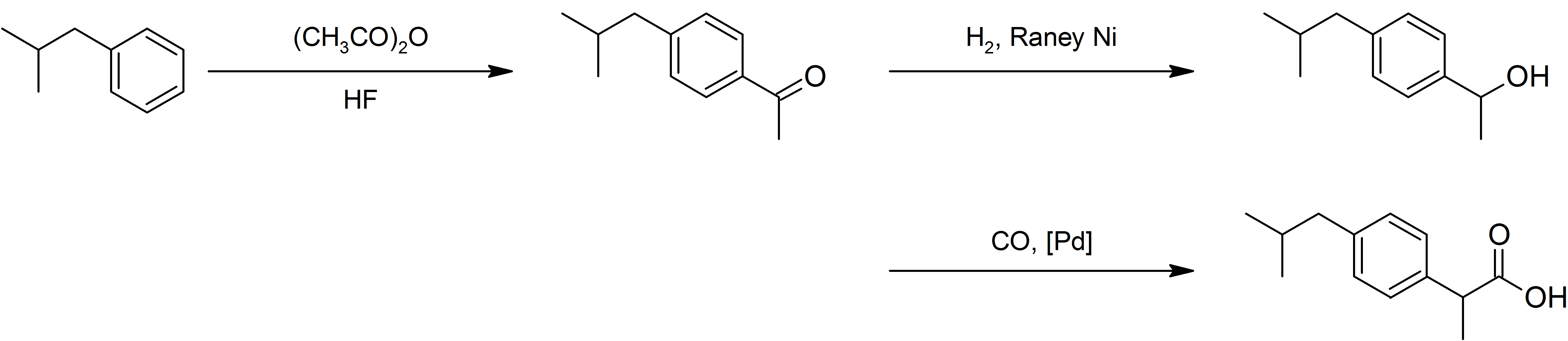
Síntese em 3 passos, ganhadora do Presidential Green Chemistry Challenge Greener Synthetic Pathways de 1997.